# Stadionul Florea Dumitrache
Stadionul Florea Dumitrache este un stadion de fotbal situat în incinta Complexului Sportiv Dinamo din București.